# Salón privado (Toulouse Lautrec)
Salón privado es una obra del pintor francés Henri de Toulouse-Lautrec, creada en 1899 y conservada en la Courtauld Gallery de Londres.

## Descripción
El cuadro ha recibido diversos títulos: Joyant, el más ilustre de los biógrafos de Lautrec, utiliza el título En cabinet particulier [En un salón privado], aunque la obra también se conoce como Dinner tête-â-tête y Al Rat Mort. El café-baile Le Rat Mort era un local encaramado en la colina de Montmartre y asiduamente frecuentado no solo por escritores, sino también por sinvergüenzas y caballeros en busca de aventuras: no en vano, los interiores estaban amueblados con sofás y otros muebles afines para despliegue de picantes encuentros amorosos. De hecho, el Rat Mort puede considerarse plenamente el feudo de la cocotte, aquellas prostitutas de lujo que se hacían llevar a cenar antes de dedicarse a fogosos y pecaminosos encuentros íntimos.
Toulouse-Lautrec creó Salon privado en 1899, después de ser dado de alta de la clínica donde estaba hospitalizado por abuso del alcohol. De hecho, es una de las obras más representativas del último estilo del pintor, caracterizada por un trazo menos áspero y un mayor interés por los efectos tonales y luminosos. Estamos en uno de los saloncitos reservados de un restaurante: esto se comprende ante la mesa, donde la frágil ligereza de las copas de cristal y platos de porcelana, plasmados con unas pinceladas rápidas, se iguala a la masa compacta del cuenco de frutas, perfilado con una pincelada gruesa y casual. Sentada a ella hay una mujer en primer plano: su vestido se perfila con pinceladas muy diluidas, mientras que su rostro se enfatiza con amplias zonas tonales. Se trata sin duda de Lucy Jordain, una de las prostitutas de élite más populares de Montmartre: luce una vaporosa capucha de noche y un vestido patéticamente pomposo y se enorgullece de haber conquistado el rango más alto de la jerarquía de las prostitutas, como lo demuestra su boca roja y carnosa, enroscada en una altiva sonrisa despectiva. Es ella quien domina: el acompañante a su lado queda medio fuera del plano, y es una figura marginal, anónima, sumisa al atrevimiento de Medusa de Jordain. Se suele identificar a este hombre como Charles Conder, un pintor británico amigo de Lautrec que también murió joven tras una vida desordenada.
Si una primera mirada sugiere una atmósfera transgresora y hedonista, una observación más atenta revela cómo el cuadro está realmente atravesado por una tensión muy sutil. La luz de las lámparas, en efecto, se oscurece en el rostro de la mujer, que cierra los ojos y se ve envuelta en un aire ausente, como si estuviera alejada del cliente. Los dos no se hablan, ni siquiera establecen el más mínimo contacto humano, tanto que tienen miradas divergentes: especialmente Jordain parece estar repitiendo por enésima vez un ritual degradado y degradante, donde no hay espacio para la emoción y la participación. Incluso su sonrisa, vista más de cerca, parece más una mueca caricaturesca: la representación, sin embargo, carece de énfasis erótico o intención moralizante, ya que lo que Toulouse-Lautrec quiere es simplemente contar, sin dramatismo y sin forzar, la vida de una cocotte en toda su espontaneidad.